# آ دواراهالی
آ دواراهالی (به لاتین: A. Devarahalli) یک روستا در هند است که در کارناتاکا واقع شده‌است.